# Phloeomyini
Phloeomyini là một tông thuộc phân họ Chuột Cựu Thế giới (Murinae). Các loài thuộc tông này là các loài gặm nhấm ăn cỏ, di chuyển trên cây, sống về đêm và là loài đặc hữu tại các rừng sương mù của Philippines. Kích thước của chúng trải rộng từ lớn nhất là 50 cm đến nhỏ nhất là 74 mm. Các loài này bị đe dọa do mất môi trường sống và săn bắn trái phép. Nhiều loài trong số này là loài nguy cấp hoặc cực kỳ nguy cấp.

## Phân loại
Tông này bao gồm 21 loài, chia thành 5 chi:
- Batomys
- Carpomys
- Crateromys
- Musseromys
- Phloeomys